# Herundi, Devadurga
Herundi là một làng thuộc tehsil Devadurga, huyện Raichur, bang Karnataka, Ấn Độ.